# Ернест Денгофф (воєвода)
Ернест Денгофф (* Ernest Denhoff, бл. 1636 — 1693) — державний і військовий діяч, урядник Речі Посполитої.

## Життєпис
Походив з німецького шляхетського роду Денгоффів власного гербу. Третій син Ернеста Магнуса Денгоффа, воєводи перновського, і Катерини фон Дона. Народився близько 1636 року. В доволі молодому віці долучився до війни з Військом Запорізьким, ймовірно у 1650 або 1651 році. У 1650—1660-х роках відзначився у військах зі Швецією та Московським царством.
У 1666 році призначається полковником піхотної гвардії королівської. У 1670 році вперше обирається до сейму. Того ж року отримав чин генерал-майора коронних військ. 1671 року брав участь у бойових діях проти Петра Дорошенка, гетьмана Правобережної України.
У 1672 році вдруге стає депутатом сейму. Того ж року долучився до коронних військ у війні з Османською імперією, що тривала до 1676 року. Водночас 1672 року долучився до Щебрешинської конфедерації на чолі з Яном Собеським, що виступала проти короля. У 1676 році Ернест Денгофф призначається ловчим великим литовським.
Перейшов з кальвінізму до католицтва. Оженився з представницею шляхетного роду Олесницьких. У 1683 році стає каштеляном Вільно (до 1685 року). 1683 року отримує посаду коменданта Кракова та чин генерал-лейтенант коронних військ. Відзначився на чолі пізотної бригади у Віденській битві того ж року. 1685 року призначається воєводою мальборкським. 1686 року після пологів помирає дружина Ернеста Денгоффа. Невдовзі він одружується вдруге. 1687 року стає охмістром двору королеви Марії Казимири.

## Родина
1. Дружина — Софія Анна, донька Станіслава Олесницького, старости радзеювського.
Діти:
- Йоганна (д/н — після 1716), дружина Станіслав-Ернеста Денгоффа, польного гетьмана литовського

2. Дружина — Констанція, донька Богуслава Єжи Слушки, піскарбія надвірного литовського
дітей не було